# Pedro Pablo Hernández
Pedro Pablo Hernández (Tucumán, 1986. október 24. –) argentin születésű chilei válogatott labdarúgó, aki jelenleg a Celta de Vigo játékosa.

## Sikerei, díjai
- O'Higgins
  - Chilei bajnok: Apertura 2013-14
  - Supercopa de Chile: 2014